# Hafiz al-Asad
Ḥāfiẓ al-Asad (in arabo حافظ الأسد‎?, Ḥāfiẓ al-Asad; Qardaha, 6 ottobre 1930 – Damasco, 10 giugno 2000) è stato un politico e militare siriano.
Generale dell'aviazione militare siriana, nonché alto esponente baʿthista, Ḥāfiẓ al-Asad fu presidente e dittatore della Siria dal 1971 fino alla sua morte nel 2000. È stato il presidente che per più tempo è rimasto al potere in Siria, e con lui il Paese ha conosciuto una stabile e consolidata fase di vita istituzionale dopo decenni di colpi di Stato. Il suo governo fortemente autoritario, caratterizzato dall'azione assai teorica del Partito Baʿth, ha dominato per quasi un trentennio la vita politica della Siria. Alla sua morte gli è succeduto il figlio Baššār al-Asad.

## Biografia

### Gioventù
Ḥāfiẓ al-Asad nacque a Qardaha, nel governatorato di Laodicea, nel nord-ovest siriano, all'interno del gruppo religioso minoritario islamico alauita, giudicato eterodosso, dal Sunnismo. 
Fu il primo nella sua famiglia a poter studiare negli istituti superiori d'insegnamento. Si schierò nelle file del Partito Ba'th nel 1946 all'età di 16 anni. Viste le difficoltà economiche della famiglia, non poté frequentare l'università, cosicché al-Asad entrò nell'Accademia Militare Siriana (dove conobbe Mustafa Tlass), dove poté ricevere gratuitamente un'istruzione di tipo universitario. Mostrò un talento notevole nel volo e questo gli consentì di essere inviato per l'addestramento in Unione Sovietica. Nella sua carriera militare, al-Asad divenne una figura d'un certo rilievo.
Nel 1958, l'unione fra Siria ed Egitto che creò l'effimera Repubblica Araba Unita (RAU), lo portò al Cairo, dove lavorò con altri ufficiali per porre fine all'Unione, giustificando questo atto, che contrastava con i suoi ideali panarabi, con l'argomentazione che la RAU concentrava troppo potere nelle sole mani di un solo uomo, nella fattispecie Gamāl ʿAbd al-Nāṣer. Come risultato della sua attività, al-Asad fu per un breve periodo imprigionato in Egitto fino alla rottura dell'unione nel 1961, e Tlass scortò la sua famiglia in Siria, dove egli poté raggiungerla poco più tardi.
Dopo il caos che seguì la dissoluzione della RAU, nel 1963 una coalizione di gruppi della componente ufficiosa di sinistra del Baʿth s'impadronì del potere con un colpo di Stato. Asad fu nominato comandante dell'al-Quwwāt al-Jawwiyya al-ʿArabiyya al-Sūriyya' (l'aeronautica militare siriana) nel 1964. Lo Stato era nominalmente guidato dal generale Amīn al-Ḥāfiẓ, un musulmano sunnita, ma attraverso il Baʿth, il governo fu dominato da una consorteria di giovani alauiti cui apparteneva anche Ḥāfiẓ al-Asad.

### Ascesa al potere

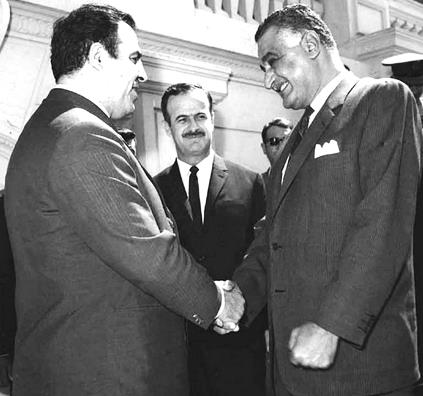
Asad (al centro) assieme a Nūr al-Dīn al-Atāssī e Gamāl ʿAbd al-Nāṣer, 1969

Nel 1966 il Ba'th portò a segno un colpo di Stato all'interno del regime e soppresse gli altri partiti politici che partecipavano al governo. Asad diventò ministro della Difesa e acquistò un'influenza notevole nella conduzione politica governativa. Tuttavia esisteva una grande tensione fra l'ala radicale che dominava il Baʿth, che aveva promosso una politica estera assai aggressiva e una rapida riforma sociale del Paese, e la fazione militare di al-Asad che era caratterizzata da un notevole pragmatismo.
Dopo che l'ambiente militare era stato ampiamente discreditato dalla fallimentare guerra dei sei giorni nel 1967 e dopo il frustrante mancato intervento siriano nel conflitto giordano-palestinese, nel settembre 1970 (Settembre Nero), il conflitto esplose all'interno del governo siriano.
Quando il presidente Nūr al-Dīn al-Atāssī e il leader di fatto, vicesegretario generale del Partito Baʿth, Ṣalāḥ Jadīd, capirono il tradimento che si stava ordendo ai loro danni dall'ala militare e ordinarono ad al-Asad e a Muṣṭafā Tlass di abbandonare ogni carica di partito e di governo. Era troppo tardi e Ḥāfiẓ al-Asad rapidamente attuò infatti un incruento colpo di mano all'interno del partito, la cosiddetta "rivoluzione correttiva" del 13 novembre 1970.
Il partito fu sottoposto a una dura epurazione, al-Atassī e Jadīd vennero gettati in prigione ed i fedeli di al-Asad inseriti nei posti-chiave dell'amministrazione.

## Politica interna

### Lo Stato di polizia
al-Asad ereditò un regime autoritario, costituito da anni d'instabile dominio dei militari, che progressivamente si orientò verso il monopartitismo, consentendo la sola espressione di volontà del Partito Baʿth. Con lui la situazione politica, quindi, non mutò e anzi peggiorò, con la repressione sempre più dura delle opposizioni e il condizionamento dell'economia e della società in ogni suo settore, con vasto impiego di polizia e di servizi d'informazione (Mukhābarāt). Sotto al-Asad si sviluppò al massimo anche il culto della personalità che proponeva in modo pervasivo il Presidente come un saggio, giusto e forte leader della Siria e del mondo arabo in generale, senza mai che la Siria sotto di lui raggiungesse peraltro i livelli di repressione praticati nel confinante Iraq, governato da una fazione rivale dello stesso partito Ba'th.

### Stabilità e riforme
Per quanto autoritario, il governo di al-Asad ottenne qualche popolarità nel rendere la Siria un paese stabile (essa aveva conosciuto una cinquantina di tentativi di colpi di Stato a partire dal 1948). Furono avviate riforme sociali e progetti infrastrutturali, il più significativo dei quali fu probabilmente la diga Thawra ("Rivoluzione") sul fiume Eufrate, edificata grazie all'aiuto dell'URSS, che garantì al paese l'autosufficienza energetica e un'importante possibilità di irrigazione dei campi. L'istruzione pubblica e altri tipi di riforme coinvolsero sempre più larghi strati della popolazione e il risultato fu un rilevante innalzamento del tenore di vita.
Il secolarismo del governo comportò che molti membri delle minoranze religiose siriane, quali la alauita, la drusa e le varie confessioni cristiane, appoggiassero al-Asad per timore di un governo dominato dalla maggioritaria comunità musulmana sunnita, sotto la quale non sarebbe stato improbabile si esprimesse una politica caratterizzata da una qualche forma di intolleranza religiosa ai loro danni.
al-Asad garantì ovviamente la conservazione dei privilegi alla classe militare da cui egli stesso proveniva. I bilanci dello Stato le riservarono quindi ampie risorse finanziarie, mentre l'Unione Sovietica assicurava alla Siria tutto il materiale militare e le relative tecnologie di cui essa credeva di aver bisogno.

### Opposizione etnica e religiosa

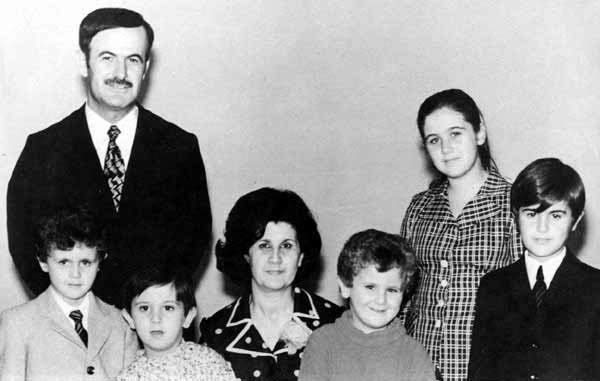
al-Asad con la famiglia nei primi anni settanta

Queste politiche incontrarono il consenso della maggioranza della popolazione, ma l'enfasi sull'arabismo (ʿurūba) significò anche che le popolazioni non-arabe fossero alquanto discriminate, prima fra tutte la principale di tali minoranze, quella curda (in maggioranza sunnita) del settentrione siriano, con varie decine di migliaia di Curdi che persero la loro cittadinanza a causa delle campagne di arabizzazione volute dal regime che non mancò di esercitare nell'occasione tutta la durezza della sua repressione.
Ḥāfiẓ al-Asad operò continuamente per assicurare la preminenza politica alla fazione alauita cui egli stesso apparteneva, e gli alauiti furono posti in tutti i gangli più vitali dell'amministrazione civile e militare della Siria (un'eccezione rilevante fu costituita tuttavia da Mustafa Tlass, ministro sunnita della Difesa) ma la concentrazione di potere nelle mani di un gruppo religioso che non raggiungeva il 10% della popolazione significò che gli altri gruppi fossero esclusi dal potere statale, che gestiva monopolisticamente importanti settori strategici dell'economia siriana. Tutto ciò non poteva che creare tensione e la potenziale esplosione di acute forme di dissenso.

## L'insurrezione della Fratellanza Musulmana
Molti sunniti conservatori considerano gli alauiti come una setta eretica allontanatasi dall'Islam ed erano insofferenti del fatto di essere governati da politici "non-musulmani". al-Asad, per aver abbracciato il secolarismo e aver contratto un'alleanza con l'Unione Sovietica (abbondantemente impopolare dopo la sua invasione dell'Afghanistan nel 1979) accrebbe la tensione fra il governo e la leadership religiosa sunnita del Paese. Alla fine degli anni 1970, il dissenso religioso divenne sempre più pronunciato e le politiche oppressive del regime spinsero i dissidenti non fondamentalisti a riunire le proprie forze con gruppi quali la Fratellanza Musulmana. I fondamentalisti religiosi ritrassero il presidente siriano come un "nemico di Allah", un "ateo" o, risibilmente, "un maronita", un appartenente cioè a un rito cristiano le cui milizie stavano a quel tempo combattendo contro i sunniti in Libano. Passo dopo passo, l'opposizione sotterranea diventò violenta, arrivando al livello d'insurrezione e aspre rappresaglie militari che presto realizzarono un'escalation violenta.
Durante i primi degli anni 1980 la Fratellanza Musulmana organizzò una serie di attacchi dinamitardi contro il governo e i suoi rappresentanti, incluso un attentato quasi riuscito per assassinare al-Asad il 26 giugno 1980, nel corso di un ricevimento ufficiale di Stato in onore del presidente del Mali. Una raffica di mitragliatrice lo mancò e al-Asad fu rapido nell'allontanare con un calcio una granata scagliatagli contro, mentre una sua guardia del corpo si sacrificò per attutire l'impatto dell'esplosione di una seconda granata. Sopravvissuto con solo lievi ferite, la vendetta di al-Asad fu rapida e spietata: solo poche ore più tardi varie centinaia di integralisti furono imprigionati e uccisi in un massacro condotto da suo fratello Rifaʿat al-Asad nella prigione di Tadmur (Palmira) .
Si accrebbero richiami alla vendetta all'interno della Fratellanza e attacchi dinamitardi si intensificarono. Gli eventi culminarono in un'insurrezione generale nella città conservatrice sunnita di Hamā nel febbraio del 1982.
La scusa fu la proposta del regime di emendare la Costituzione, cancellando l'articolo che esigeva per la carica presidenziale l'appartenenza alla fede islamica. Fondamentalisti e attivisti di altre opposizioni al regime proclamarono Hamā "città liberata" ed esortarono la Siria a insorgere contro l'"infedele". I combattenti della Fratellanza spazzarono via i baʿthisti, arrestando nelle sedi governative impiegati statali e sospetti fautori del regime e massacrandone circa 50.
Agli occhi di al-Asad, questa era guerra totale. L'esercito fu mobilitato, e Hāfiẓ ancora una volta inviò le forze speciali di Rifaʿat e gli agenti dei Mukhabarāt in città. Dopo aver incontrato una fiera resistenza, essi fecero uso dell'artiglieria per ridurre Hamā alla sottomissione. Dopo una battaglia di due settimane, la città tornò ad essere saldamente sotto controllo governativo. Seguirono poi numerose settimane di torture e di esecuzioni di massa di sospetti simpatizzanti dei ribelli, che portarono alla morte molte migliaia di costoro in ciò che divenne noto come il massacro di Hama. Robert Fisk, che fu a Hamā poco dopo il massacro, stimò a 10 000-20 000 i cittadini uccisi ma, secondo Thomas Friedman, Rifaʿat si sarebbe vantato più tardi che il numero ammontava a 38 000 persone. Gran parte della città vecchia fu completamente distrutta, inclusi i palazzi, le moschee, i più preziosi siti archeologici e il famoso Palazzo ʿAẓem. Dopo l'insurrezione di Hamā, il movimento fondamentalista fu stroncato e la Fratellanza dopo quel momento fu costretta ad operare clandestinamente. La repressione governativa in Siria si accrebbe considerevolmente, avendo al-Asad vanificato a Hamā ogni gesto di buona volontà precedentemente espresso nei confronti della maggioranza sunnita, contando sulla pura forza per rimanere al potere.

## La sfida di Rifaʿat
Nel 1983, Ḥāfiẓ subì un attacco cardiaco e fu confinato in un ospedale. Nominò un Consiglio di sei persone per governare il paese nel corso della sua forzata assenza, fra cui Mustafa Tlass, da lungo tempo ministro della Difesa. Curiosamente tutti erano sunniti, forse perché questo non avrebbe loro consentito di avere alcun potere sulla minoranza alauita che dominava il governo, mettendoli al di fuori di ogni tentazione d'accaparrarsi il potere. Ciò malgrado si diffusero voci che Ḥāfiẓ fosse morto o prossimo a morire, e in effetti le sue condizioni di salute erano assai serie. 
Nel 1984 il fratello di al-Asad, Rifaʿat, cercò di usare le forze di sicurezza interne che erano sotto il suo controllo per impadronirsi del potere. Le truppe della Compagnia di Difesa di Rifāʿat, forti di circa 50.000 uomini e che disponevano di carri armati ed elicotteri, cominciarono a istituire posti di blocco a Damasco e le tensioni fra chi restava fedele ad Ḥāfiẓ e i sostenitori di Rifaʿat giunsero vicino al punto di rottura. L'emergenza non si concluse finché Ḥāfiẓ, ancora seriamente infermo, s'alzò dal suo letto di degenza per riprendere il potere in mano e parlare alla nazione. Egli quindi trasferì il comando della Compagnia di Difesa ad altra persona e, senza elevare alcuna accusa formale, spedì Rifaʿat in un'indefinita "visita di lavoro" in Francia.

## Politica estera

### Israele

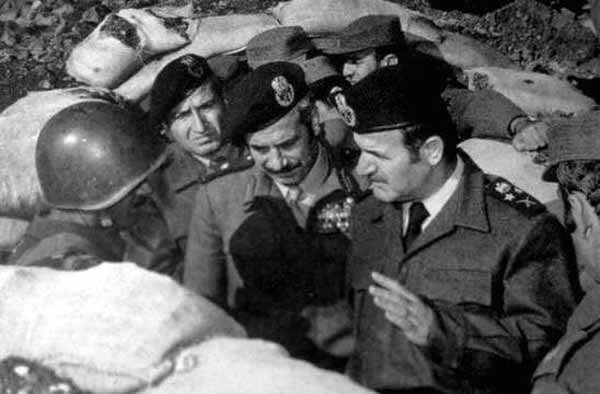
Asad con Muṣṭafā Tlāss sul fronte del Golan

La politica estera di al-Asad fu condizionata dalle relazioni della Siria con Israele, per quanto questo conflitto fosse esploso prima della sua presa di potere e gli sia sopravvissuto dopo la morte. Nel corso della sua presidenza, la Siria svolse un ruolo principale nella guerra arabo-israeliana del 1973. La guerra è presentata dal governo siriano come una vittoria, malgrado le pesanti perdite subite e l'avanzata israeliana, dal momento che la Siria riprese il controllo di una parte del suo territorio occupato da Israele dopo la guerra dei sei giorni del 1967, grazie a negoziati condotti dal Segretario di Stato USA Henry Kissinger.
Da allora la Siria di al-Asad osservò scrupolosamente la linea monitorata dalle Nazioni Unite di cessate-il-fuoco sulle alture occupate del Golan, appoggiando per converso elementi non-siriani quali il libanese Partito di Dio (Hezbollah) e vari gruppi estremistici palestinesi per effettuare pressioni su Israele. La Siria nega qualsiasi riconoscimento allo Stato d'Israele e preferisce parlare, riferendosi ad esso, di "entità sionista". Solo a metà degli anni 1990 Hāfiz moderò alquanto la sua politica verso Israele, dal momento che aveva capito che la mancanza di sostegno sovietico avrebbe comportato la necessità di un diverso assetto regionale nella regione vicino-orientale. Pressato dagli USA, egli s'impegnò in negoziati sulle Alture del Golan occupate militarmente da Israele ma questi colloqui infine fallirono, assai probabilmente anche per le strategiche questioni idriche connesse al controllo di tali zone.

### I Palestinesi
L'atteggiamento ostile verso Israele significò sostegno esplicito ai Palestinesi, ma questo non si tradusse in relazioni amichevoli con le loro organizzazioni. Ḥāfiẓ al-Asad fu sempre cauto nei confronti delle organizzazioni indipendenti palestinesi, dal momento che preferiva porre la causa palestinese sotto il controllo siriano per usarla come un'arma politica. Presto sviluppò un'implacabile avversione verso l'Organizzazione per la Liberazione della Palestina (OLP) di Yāsir ʿArafāt, contro la quale la Siria ebbe cruenti scontri in Libano.
Quando ʿArafāt spostò l'OLP su posizioni più moderate, cercando un compromesso con Israele, anche al-Asad temette l'isolamento regionale e reagì irritato alle operazioni clandestine condotte nei campi dei rifugiati palestinesi in Siria. ʿArafat fu accusato dalla Siria di essere un pazzo furfante e una marionetta degli statunitensi, e accusandolo di aver sostenuto la rivolta di Hamā, al-Asad puntò nel 1983 sulla ribellione del colonnello Abū Mūsā, scoppiata all'interno del movimento di ʿArafāt, al-Fatḥ. Un certo numero di attentati siriani per uccidere ʿArafāt fu portato a termine ma senza successo. Nel 1999, al-Asad ispirò le dichiarazioni del suo braccio destro, il fedelissimo ministro Mustafa Tlass, secondo le quali ʿArafāt era "il figlio di 60 000 prostitute e di 60 000 cani", oltre a paragonarlo a una danzatrice spogliarellista e a un gatto nero, chiamandolo codardo e, infine, indicando che il leader palestinese era sempre più abietto.
Una concreta strategia, secondo molti osservatori internazionali non precisamente amichevoli nei confronti della Siria, sarebbe stata quella di minare l'autorità di ʿArafāt appoggiando gruppi radicaleggianti all'interno e all'esterno dell'OLP. In questo modo la Siria si sarebbe assicurata una qualche influenza nella politica dell'OLP, riuscendo a far letteralmente saltare ogni tentativo di negoziato con gli USA e Israele mediante il sostegno assicurato a gruppi terroristici.
Malgrado questa tesi sia lungi dall'essere dimostrabile al di là di ogni ragionevole dubbio e sia diventata funzionale alla politica intrapresa nel corso delle due presidenze statunitensi di George W. Bush, non c'è dubbio che l'organizzazione dell'OLP al-Sāʿiqa sia stata sotto il diretto e completo controllo siriano mentre sotto il governo di Ḥāfiẓ, gruppi quali il Fronte Popolare per la Liberazione della Palestina - Comando Generale (FPLP-CG), l'organizzazione para-militare del combattente palestinese Abū Niḍāl (organizzatrice, tra l'altro, della Strage di Fiumicino nel 1985) e altri ancora divennero amici del regime siriano. Negli ultimi anni la Siria si è messa in luce per aver garantito aiuto e sostegno a organizzazioni palestinesi fondamentaliste quali Ḥamās e il Movimento per il Jihad Islamico in Palestina (più semplicemente "Jihād Islamico").

### Libano

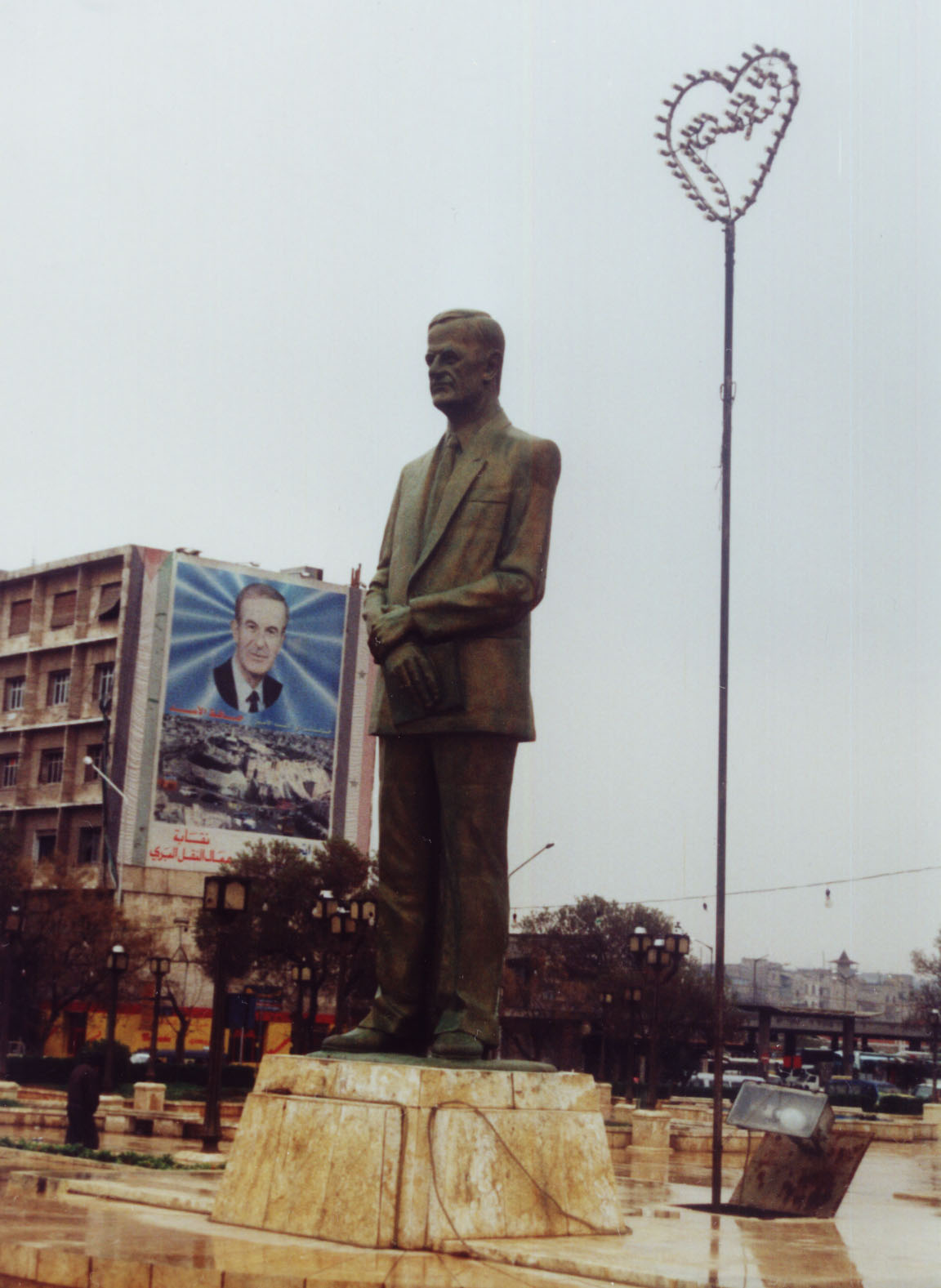
Statua di Assad ad Aleppo

La Siria dispiegò anche truppe, ostensibilmente in funzione di forza di pace, in Libano nel 1976, in un'altra delle principali decisioni assunte da al-Asad in politica estera. Ciò avvenne in un quadro in cui la guerra civile mieteva da tempo vittime in Libano, con Drusi e Palestinesi inizialmente alleati contro le milizie cristiane conservatrici. Le alleanze in un secondo momento però si modificarono, in un quadro strategico sempre più complesso e meno esclusivamente libanese, che portò anche gli sciiti a confliggere nel Sud Libano coi rifugiati palestinesi mentre, sempre nel meridione libanese, Israele tentava di crearsi una zona-cuscinetto, affidata a un compiacente "Esercito Arabo del Sud-Libano" composto da elementi cristiani reazionari e ferocemente anti-palestinesi, anche a prescindere dal fatto che fra i Palestinesi non mancavano minoranze tutt'altro che esigue di fede cristiana.
Le ingerenze israeliane, giustificate o meno che fossero da motivazioni di sicurezza (non era infatti assente ancora una volta il problema delle risorse idriche, con gli affluenti del fiume Giordano, l'Awani e il Leonte ricadenti nelle aree controllate dalla milizia cristiana-maronita, armata ed equipaggiata da Israele), appesantirono di molto il quadro già drammatico libanese, inducendo gruppi arabi e non-arabi anti-israeliani a intervenire sempre più pesantemente nel Libano e nelle regioni settentrionali israeliane della Galilea.
I paesi arabi, sempre più preoccupati dall'internazionalizzazione della crisi libanese, raggiunsero a Riyāḍ un accordo in base al quale una forza militare interaraba di dissuasione (FAD) sarebbe stata autorizzata a entrare in Libano per porvi fine ai combattimenti. La Forza Araba di Dissuasione, dopo un iniziale spiegamento di alcune unità arabe, si ridusse ad essere una forza militare quasi interamente siriana. Il risultato di metter fine ai combattimenti fu conseguito con maniere decisamente forti e col discreto consenso statunitense che ebbe come contropartita la partecipazione siriana, sia pur simbolica, alla prima guerra del Golfo contro l'Iraq di Saddam Hussein che aveva proditoriamente occupato il Kuwait.
La FAD però, acquartieratasi col grosso delle sue forze nella Valle della Beqāʿ, si trasformò in una sostanziale forza di occupazione, pur nel formale riconoscimento del suo ruolo da parte dei Maroniti, avviati a soccombere nel conflitto civile. Su raccomandazione statunitense, Israele ritirò la sua copertura aerea concessa di fatto al governo militare libanese di Michel ʿAwn e, dopo un distruttivo bombardamento aereo, le forze siriane posero sotto controllo Beirut e il palazzo presidenziale. al-Asad senza indugio avviò la stesura di trattati bilaterali scritti col Libano di "cooperazione e amicizia", favorendo un governo libanese, privato di qualsiasi autonomia, che assicurò alla Siria un indefinito dominio del paese.
A mo' di governatore provinciale del Libano, al-Asad insediò un uomo forte nella persona di Ghazi Kanaan, che governò dalla Valle della Beqāʿ. Da tale base la Siria armò e usò i gruppi palestinesi ad essa fedeli e, cosa più importante, il movimento libanese sciita dell'Hezbollah (lett. "Partito di Dio"), l'organizzazione più determinata ed efficiente della guerriglia anti-israeliana, di fatto padrona delle aree sud-libanesi in cui Israele aveva pensato d'insediarsi per allontanare dai suoi centri abitati della Galilea la linea del fuoco. Nel 2000 Israele sgomberò il Sud-Libano e la Siria estese a tale regione il suo controllo, usando per l'appunto Hezbollah.
Tale occupazione de facto del Libano terminò solo nel 2005, a seguito dell'assassinio dell'ex-Primo Ministro libanese Rafīq Ḥarīrī, per il quale varie testimonianze tiravano in ballo esponenti siriani appartenenti forse alla stessa cerchia familiare degli al-Asad.

### L'Iraq di Ṣaddām
Malgrado il fatto che l'Iraq fosse governato da un'altra branca del partito Baʿth, le relazioni di al-Asad col presidente iracheno Saddam Hussein furono estremamente tese. La retorica ostile comparve regolarmente nei discorsi fra le due parti e l'Iraq fu, fino alla caduta di Ṣaddām nel 2003, inserito nei passaporti siriani come uno dei due Paesi in cui i cittadini siriani non potevano recarsi in visita (l'altro era Israele). Ma, eccezion fatta per pochi incidenti minori di frontiera e il reciproco sostegno contro i raid effettuati da gruppi d'opposizione che talora traversavano la comune frontiera, nessun grave scontro si verificò fino al 1991, quando la Siria raggiunse la coalizione voluta e guidata dagli USA, e autorizzata dalle Nazioni Unite, per cacciare l'Iraq dal Kuwait.

### Morte e successione
Asad guidò il Paese fino alla sua morte nel 2000, provocata da un infarto del miocardio mentre parlava al telefono col Presidente libanese Émile Lahoud. Ḥāfiẓ aveva inizialmente designato suo figlio Bāsil al-Asad a succedergli, ma Bāsil morì in un incidente d'auto nel 1994. Ḥāfiẓ allora richiamò un secondo figlio, Baššār al-Asad, e lo sottopose a un intenso addestramento militare e politico. Malgrado alcune preoccupazioni e fermenti all'interno del regime, la successione infine ebbe luogo senza contrasti, e Baššār ha guidato la Siria per i successivi 24 anni. Ḥāfiẓ al-Asad è sepolto assieme a Bāsil in un mausoleo nella sua città natale di Qardaha.

## Famiglia

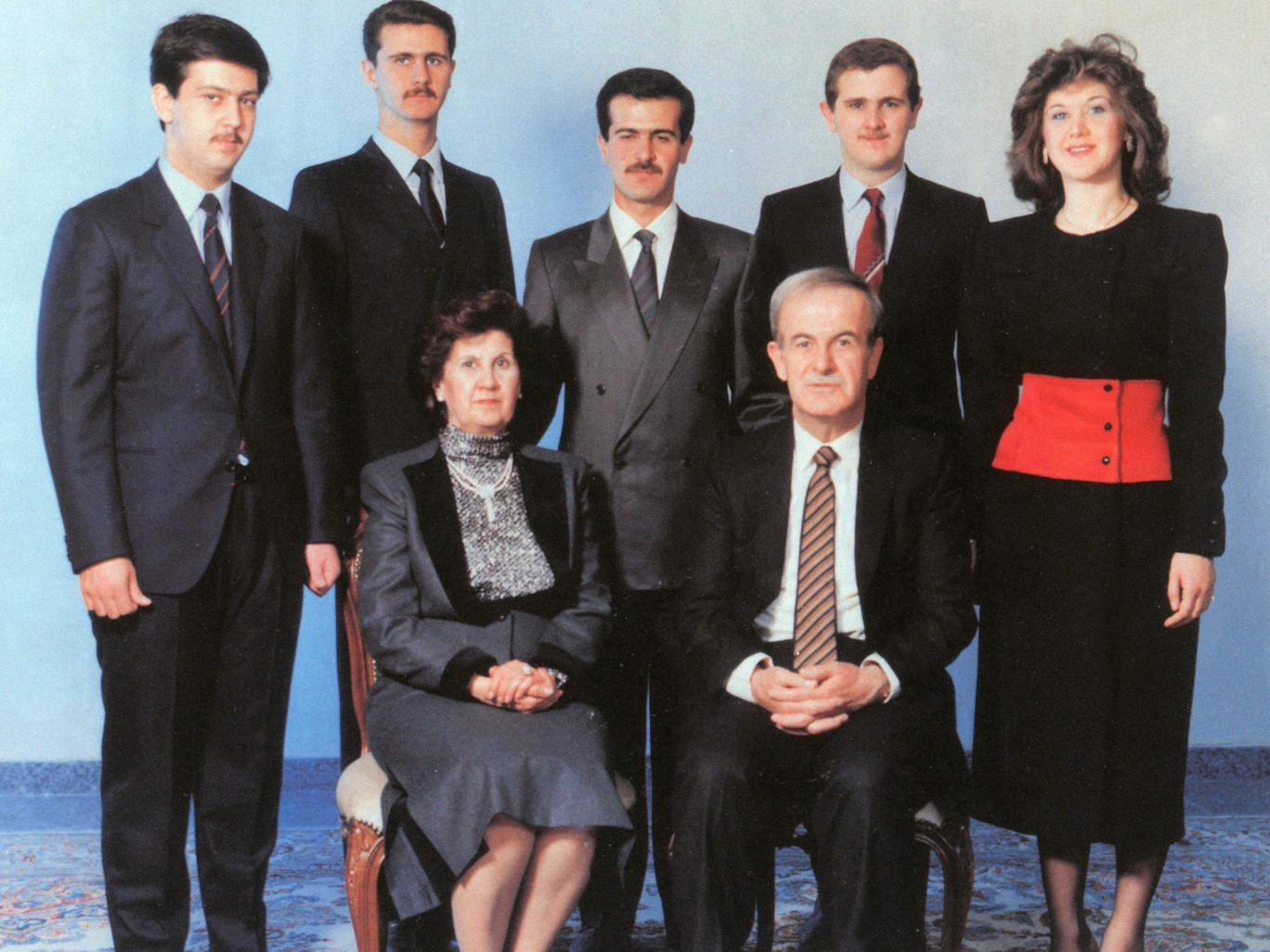
Ritratto di parte della famiglia Asad. (Da sinistra a destra), in basso Ḥāfiẓ al-Asad con sua moglie Anīsa Makhlūf. In alto Māher, Baššār, Bāsil, Majīd e sua figlia Bushra Asad.

I legami familiari hanno attualmente un posto importante nella politica siriana. Numerosi membri della famiglia più ristretta di Ḥāfiẓ al-Asad hanno assunto incarichi e funzioni all'interno del governo dal momento in cui egli assunse il potere. Molti appartenenti alle famiglie al-Asad e Makhlūf sembra abbiano anche cumulato enormi ricchezze e di parte di questa fortuna hanno beneficato le loro tribù alauite di appartenenza, a Qardaha e nei suoi dintorni.
- Rifaʿat al-Asad, fratello. Dapprima potente responsabile della sicurezza; ora in esilio a Londra dopo il fallito tentativo di colpo di Stato del 1984
- Jamīl al-Asad, fratello. Parlamentare e comandante di una milizia di minore importanza.
- Anīsa Makhlūf, moglie.
- Bāsil al-Asad, figlio. Candidato originario alla successione. Morto nel 1994.
- Baššār al-Asad, figlio. Presidente della Siria tra il 2000 e il 2024.
- Majid al-Asad, figlio. Ingegnere elettrico; indicato ufficiosamente come afflitto da problemi mentali.
- Ten. Col. Māher al-Asad, figlio. Capo della Guardia Presidenziale.
- Dott.ssa Bushra al-Asad, figlia. Farmacista. Si dice abbia avuto grande influenza su Ḥāfiẓ e Bashār. Talora chiamata il "cervello" della politica siriana. Vedova del Gen. Assef Shawqat.
- Gen. Adnān Makhlūf, cugino di Anīsa Makhlūf. Comandante della Guardia Repubblicana.
- Adnān al-Asad, cugino. Leader della milizia nota come "Compagnie di Combattimento" a Damasco.
- Muḥammad al-Asad, cugino. Altro leader delle "Compagnie di Combattimento".
- Gen. Assef Shawqat, genero. Capo dell'intelligence militare. Morto nel 2012.